# Поттсвілл Марунс
Поттсвілл Марунс була професійна команда з американського футболу, яка базувалася у Поттсвіллі, що знаходиться на південному сході штату. Засновані у 1920 році, вони змагалися у НФЛ з 1925 по 1928 роки. У 1929 році вони переїхали Бостона, де відіграли сезон під назвою Бостон Булдогс.
Команду спершу назвали Поттсвілл 11, як незалежну, що брала участь у змаганнях на південному сході Пенсільванії. Домашні матчі команда грала на Майнерсвіл Парк, стадіоні старшої школи сусіднього Майнерсвілля. У 1924 році команда змінила назву на Марунс та переможно долучилася до Антрацитової ліги. Наступного сезону під керівництвом Джона Штрейгеля вони вже грали у НФЛ. Незважаючи на домінантне положення, неочікуване відсторонення коштувало їм чемпіонства. Наступного року їм дозволили грати знову, але після невдач 1927 та 1928 року Штрейгель продав Марунс групі підприємців з Бостона, де вони відіграли останній сезон напередодні ліквідації.
1925 був їх найкращим сезоном. Ростер 1928 мав трьох майбутніх членів Залу Слави: Джона МакНеллі, Волта Кіслінга та тренера Піта Генрі, але показала найгірший результат в історії франшизи. Гру команди у місцевій газеті Поттсвілл Репаблікен висвітлював письменник Джон О'Гара, який прославився на увесь світ Побаченням у Самаррі.

## Історія

### Походження
Подібно до інших вугільних міст південно-східної Пенсільванії, Поттсвілл мав футбольні команди, як мінімум з 1910-х років. Команда, яка у майбутньому стала називатися Марунс, була заснована у 1920 як Поттсвілл 11, яка складалася переважно з пожежників Yorkville Hose Company. Першочергово вона не реєструвалася у жодній з ліг, граючи проти інших команд з вуглевидобувних міст східної Пенсильванії. У 1922 році футболісти отримали спонсорську підтримку місцевих бізнесменів Гарольда Кінгсбері, Ірвіна Хайнца та Франка Ширмана, які долучили до клубу професійних гравців, таких як Карл Бек, Бенні Бойнтон та Стен Кофан. Та команда залишалася місцевою , закликаючи до складу місцевих вихідців. Поттсвільці стабільно перемагали та збирали повний стадіон уболівальників.

### Антрацитова ліга
У 1924 році місцевий хірург Джон Штригель придбав Потсвілл 11 за 1500 доларів. Того ж року місцеві команди вирішили створити лігу, яка стала відомою як Антрацитова. Того ж року команда отримала назву Марунс; згідно з легендою, вони замовили партію нових футболок місцевому постачальнику Джо Зако, зазначивши відсутність вимог щодо кольору. Зако надіслав 25 темно-червоних футболок, давши команді відповідну назву.
Протягом сезону Антрацитової ліги 1924, Марунс залучили трьох гравців чемпіонської команди НФЛ 1923 року Кантон Буллдогс. Серед них були Ларрі Коновер, Гаррі Роб та майбутній член Залу Слави Піт Генрі. Президент НФЛ Джозеф Карр був незадоволений, що зірки ліги гратимуть за незалежну команду вуглевидобувного регіону, але не міг нічого зробити, якщо б Поттсвілл долучився до ліги. Справу, яку започаткувала колишня команда Генрі, відхилив з технічних питань суддя у Пенсильванії..  Згодом Марунс показали рекорд 6-0-1 та закріпила титул листопадовою перемогою над Колдейлом..
Вигравши Антрацитову лігу, Марунс надіслали запрошення зіграти чемпіону НФЛ Клівленд Буллдогс та Франкфорд Йєллоу Джекетс, які змагалися за перемогу на сході. Отримавши відмову, команда запланувала гру з командою НФЛ Рочестер Деферсонс, що не перемагала суперника у лізі з 1921 року. Обидві команди зустрілися у фіналі сезону в останню недіфлю листопада. Рочестер зміг перемогти поттсвільців 10-7, завдавши Марунс єдиної поразки у сезоні. Поттсвілл завершив сезон 1924 року з рекордом 12-1-1., набравши 288 очок і пропустивши лише 17 та вигравши Антрацитову лігу.

## Національна футбольна ліга
Того ж сезону Антрацитова ліга припинила існування, але Штригель з Марунс це не зачепило. Команда подала та отримала схвалення франшизи у НФЛ. Подія була незвичною, адже стадіон Майнерсвілл Парк належав по сутішколі. Скоріше за все, адміністрацію ліги привабила зручна логістика другої команди біля Філадельфії Франкфорд Йєллоу Джекетс. Блакитний закон Пенсільванії забороняв футбольні матчі у неділю в Філадельфії, але ігнорувався у Поттсвіллі. Це дозволяло гостьовій команді зіграти з жовтими жакетами, а у неділю провести матч з поттсвільцями.
Оскільки багато гравців Марунс повернулися до своїх команд НФЛ у 1925 році, команда найняла кількох талановитих гравців на заміну. Зокрема, це був колишній гравець армійської команди Волтер Френч та Джек Ернст, квотербек з коледжу Лафайєт. Інший рекрут-військовик, енд Едді Дойл, який потім проходив службу під час Другої світової війни та був першим американцем, вбитим під час десантування у Північній Африці]]. Родзинкою коллекції гравців став Чарлі Беррі, один з найкращих гравців команди; щоправда, його потужність коштувала дорого, труднощі з оплатою виникали навіть при аншлазі на Майнерсвілл Парк.
—Ред Грейндж, учасник Залу Слави НФЛ (1954), виступав за Янкіс) and the Чикаго Берс 
У цей час Марунс наполягли, щоб їхні гравці жили у районі міста. Протягом 1920-х років більшість гравців жила далеко і збиралася лише у ігровий день, як і у суперників. Зібравши гравців у Поттсвіллі, тренер і колишній асистент Колгейтського університету Дік Рауч налагодили регулярні тренування. Це допомогло  перемогти Бізонів у першій грі НФЛ. У дні відсутності тренувань, гравці Марунс гаяли час неподалік пожежної частини, вживали напої, грали у карти та ганяли м’яча вулицями. Марунс продемонстрували рекорд 9-1-1. Щоправда, існує думка про те, що команді щастило завдяки грі гостьових команд у Франкфорді. Шість ігор поттсвільців проти суперників, що грали проти Єллоу Джекітс попереднього дня, мали баланс 5-1-0. Під час першого снепу гри проти Чикаго Берс, гравці Поттсвілл Марунс вивели з гри легенду Реда Гранжа. Він згодом отямився від удару  та повернувся до гри, щоб знову випасти з неї. Після цього він покинув поле,  начхавши на 500 доларів за гру. Єдина поразка-розчарування сезону 1925 трапилася від Френкфорда 20-0. Але у повторному матчі Марунс розгромили Френкфорд 49-0.
На ту мить сезону Поттсвілл та Чикаго Кадиналс (нині Аризона Кардиналс]] мали однакові показники. Чемпіоном ставала команда з кращим показником. Через це матч між суперниками мав надзвичайну важливість. Команди грали наприкінці листопада на чиказькому Коміскі Парк в умовах снігу. Марунс перемогли Кардиналс 21-7, обійшовши суперників у чемпіонській гонці.

### Суперечка щодо чемпіонства НФЛ 1925 року
Наприкінці сезону 1925 року, Марунс отримали найкращий рекоррд, а з обіграшем суперників Кардиналс  гарантували собі чемпіонський титул. Однак комісіонер НФЛ Джозеф Карр призупинив членство команди у лізі ще до закінчення сезону, що позбавило їх чемпіонства. З тих пір це питання досі дискусійне.
Раніше того ж рокуФранкфорд Йєллоу Джекетс запланували показову гру колишніх зірок Нотр-Даму та наййкращої команди НФЛ на сходи. Джекетс сподівалися зберегти домінуючий статус на сході, тож вони планували зіграти потенційно яскравий матч проти "зірок Нотр-Даму". Оскільки поттсвільський Майнерсвіл Парк був шкільним стадіоном місткістю 6000 осіб, власник команди Джон Штрейгель орендував більший Шібе Парк у Філадекльфії. Місто було центром інтересів Йєллоу Джекетс, тож команда з Френкфорда надіслала скаргу до ліги. Коміссіонер Карр неодноразово попереджав Штрейгелдя про відсторонення франшизи у разі гри в Філадельфії.
Не бажаючи втрачати потенційний грошовий дощ для команди, Штрейгель вивів команду на гру. Пізніше він заявить про отримання вербальної згоди від НФЛ у телефонному режимі, однак на рохання назвати співрозмовника відповідав плутано. Марунс перемогли 9-7, що вважали головною перемогою професійного футболу, але глядачів зібралося лише 8,000, що стало фінансовим крахом команди. Карр виконав свою погрозу і призупинив участь команди у чемпіонаті, заборонивши наступні ігри за їх участю.

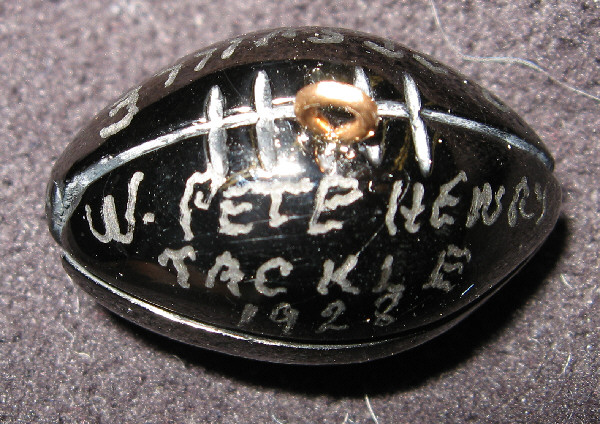
Pete Henry's 1928 Pottsville Anthracite Coal Charm

Тим часом власник команди Чикаго Кардиналс Кріс О’Брайєн запланував дві гри проти Геммонд Прос та Мілуокі Беджерс, яких відсторонили від сезону. Мотив О’Брайєна був не скільки гарантувати чемпіонство, скільки покращити показники та насолити Чикаго Берс та їхній зірці Реду Гранжу у останній грі. Гра проти Беджерс спричинила Скандал, коли Беджерс виставила на гру школярів, що суперечить правилам ліги. На обидві команди наклали санкції. Незважаючи на це, після дискваліфікації Поттсвілла Кардиналм оголосили чемпіоном за кращим результатом. Але О’Брайєн відмовився прийняти титул, тож ліга більше його нікому не присвоювала. Пізніше і франшиза, і ліга визнали Кардиналс чемпіоном ліги. Кардиналс уникали отримати це звання до 1933, коли це зробив  Чарльз Бідвілл, чиї нащадки досі володіють сучасною франшизою (з тих пір команда релокувалася до Сент-Луїса та згодом до Аризони). У подальшому Кардиналс виграли лише один титул у НФЛ 1947 році, породивши чутки щодо прокляття.

### Повернення до НФЛ
НФЛ поновило Марунс наступного сезону. Ліга боялася переходу Марунс до кокуруючої Американської футбольної ліги.  У 1926 році Ред Гранж та його менеджер Ч.Ч. Пайл хотіли відкрити ще одну франшизу у Нью-Йорку. Це рішення зачепило б територіальні права Нью-Йорк Джайантс. Пайлу і Гранжу відмовили, тож вони вирішили створити власну лігу, АФЛ. Щоб не допустити приєднання незалежних команд туди, НФЛ екстрено розширило список учасників до 22 команд. Марунс були однією з доданих, а точніше, поновлених команд.
Того року Марунс знову були у тісному суперництві за чемпіонський титул майже до кінця сезону. Розгромні перемоги поттсвільців над Буффало Рейнджер та Акрон Індіанс зафіксували результат 10-2-1 та третє місце у фінальній таблиці. Того ж року команда підписала новачка з університету Сент-Бонавентюр Джорджа Кеннелі, який отримав професійний статус та звання капітана вже на другий сезон, а згодом став співвласником клубу.
Щоправда, наприкінці сезону, менеджмент Марунс докладав зусиль щодо дотримання фінансових зобовязань, траплялися публікації про страйк гравців.
Сезон 1927 року характеризувався падінням ігрових показників. Поттсвілл залишили кілька зірок, інші ж постарішали, тож сезон закінчився розчаруванням з результатом 5-8-0. Док Штрейгель відмовився від операційного контролю над командою у сезоні 1928, передавши його групі з трьох гравців Герба Штейна, Піта Анрі та Дюка Осборна.  Анрі взяв на себе тренерство, але спіраль падіння тривала. Марунс закінчили з найгіршим результатом в історії. 2-8-0. На згадку про перебування у Поттсвіллі команда отримала мяч з антрацитового вугілля.

## Бостон Буллдогс
Помилка Lua у Модуль:Location_map/multi у рядку 13: Модуль:Location map: Ні "Модуль:Location map/data/Північно-східна частина США" ні "Шаблон:Карта розташування Північно-східна частина США" не існують (див. документацію Модуль:Location map та Шаблон:Карта розташування).
Штрігель продав клуб партнерській групі з Нової Англії, до якої входив видатний гравець Марунс Джордж Кеннелі. Нові власники перемістили франшизу до Бостона напередодні сезону 1929 та перейменували її на Буллдогс. Вона стала першою невдалою спробою завести франшизу НФЛ у Массачусетс. Згодом були Бостон Редскінз у 1930-ті (переїхали до Вашингтона, округ Колумбія, 19037), Бостон Янкc у 1940-ві (припинили існування 1948 року). Так тривало до 1970, коли франшиза Американської футбольної ліги Нью-Інгленд Петріотс (заснована 1960) приєдналася до Національної футбольної ліги. Це дозволило НФЛ отримати стабільну присутність на найбільш населеному ринку Нової Англії. З цих міркувань потребували поглинання, щоб уникнути переїзду у 1990-ті.
Шість ветеранів Марунс переїхали з командою. Дік Рауч повернувся та знову став головним тренером. Розташуввшись на бостонському Брейвс Філд, Бульдоги тим не менше провели двоматчеву лебедину пісню, перемігши спочатку Буффало Бізон 27 жовтня на Майнерсвілл Парк та Оранж Торнадос 29 жовтня на Мітчелл Філд.. Команду ліквідовано наприкінці сезону з результатом 4-4-0.
Оскільки Вашмнгтонська футбольна команда заснована 1932 рок4у як Бостон Брейвс, деякі прихильники поттсвільців за підтримки деяких авторів вважали команду спадкоємцями Марунс та Буллдогс. Франшиза 1932 року, насправді, не має жодного стосунку до Буллдогс (та команда – послідовниця Торнадос подібно до Клівленд Індіанс 1931 року

## Сьогодення
У 1963 році НФЛ створила спеціальний комітет для вирішення суперечностей 1925 року. Комітет виніс скаргу Марунс на раду власників того ж року, де овнери проголосували за визнанням чемпіонами Кардиналс. Того ж року ветерани Марунс виготовили їхній власний чемпіонський трофей з вугілля та подарували його Залу слави НФЛ, де він демонструється і нині.
З тих пір спадщина Марунс 1925 року стала невмирущою, назву команди мають більшість установ міста, у тому числі і ділянка шосе США 209 між Поттсвіллом та Майнерсвіллем має назву "шосе Потсвілл Марунс"  та натхненна картина команди чемпіонів 1925 року., що демонструється у старшій школі, де була роздягальня команди. Був також і бар імені клубу, але він закрився 2021 року.
Сьогодні населення Поттсвілла досі памятає про Марунс. У місті базується Меморіальний комітет Поттсвілл Марунс, чия робота полягає у підтриманні духу єдиної спортивної франшизи. Під керівництвом мера Джона Рілі місто вело кампанію за відновлення чемпіонства Марунс 1925 року. Власник місцевої швейної майстерні випускає футболки з логотипом команди та поширює їх серед жителів міста і фанатів за підтримки Історичного товариства округу Шуйлкілл.
У 2003 році губернатор Пенсильванії Ед Ренделл долучився до дебатів Поттсвіла та НФЛ, запросивши муніціпалітети та округи лобіювати інтереси Поттсвілла серед власників команд НФЛ питання відновлення справедливості. НФЛ винесла питання на розгляд ради того ж року. Власники проголосували 30-2 проти відкриття справи. Таким чином Кардиналс досі вважаються чемпіонами 1925 року. Незважаючи на позицію засновника Берс Джорджа Галаса, засновника Стілерс Арт Руні та нещодавно призначеного керівника Стілерс Дена Руні, власника Філадельфія Іглс Джефф Лурьє, Генеральної асамблеї штату та колишнього комісіонера НФЛ Пол Талыабью, інші власники команд НФЛ продовжують опиратися будь-якому перегляду. Коаліцію очолюють Кардиналс.
Ренделл надіслав у відповідь гнівний лист, назвавши власників НФЛ групою "тупоголових баронів". Губернатор проклинав Національну футбольну лігу та оглосив про припинення будь-яких комунікацій з чиновниками ліги до зміни рішення щодо титулу Марунс у 1925 році. Свій лист він закінчив побажанням "втратити великі гроші всім франшизам крім Іглс та Стілерс" Президент США Джордж Буш також висловився з цього приводу. Згідно статті у ESPN the Magazine, Буш надіслав рукописну замітку до ESPN та назвав справу Марунс блискучою.
У 2006 році Девід Флемінг написав книгу Breaker Boys: The NFL's Greatest Team and the Stolen 1925 Championship.
У 2008 статистик [[Ю-ЕС-Ей тудей Джефф Сагарін проаналізував статистику обох комапнд, враховуючи силу розкладу для визначення переможця 1925 року. Марунс стали кращими у порівнянні з Кардиналс на другому місці.

## Зал слави
| Члени Залу слави Поттсвілл Марунс | Члени Залу слави Поттсвілл Марунс | Члени Залу слави Поттсвілл Марунс | Члени Залу слави Поттсвілл Марунс | Члени Залу слави Поттсвілл Марунс |
| Players                           | Players                           | Players                           | Players                           | Players                           |
| Номер                             | Імя                               | Позиція                           | Роки гри                          | Включел                           |
| --------------------------------- | --------------------------------- | --------------------------------- | --------------------------------- | --------------------------------- |
| —                                 | Вілбур Анрі                       | T                                 | 1927–1928                         | 1963                              |
| —                                 | Волт Кіслінг                      | Г/T                               | 1928                              | 1966                              |
| —                                 | Джон Макнеллі                     | HB                                | 1928                              | 1963                              |

## Посезонна довідка
|                  | Сезон | В  | П | Н | Місце        | Тренер   |
| ---------------- | ----- | -- | - | - | ------------ | -------- |
| Поттсвілл Марунс | 1925  | 10 | 2 | 0 | не присвоєно | Дік Рауч |
| Поттсвілл Марунс | 1926  | 10 | 2 | 2 | 3rd          | Дік Рауч |
| Поттсвілл Марунс | 1927  | 5  | 8 | 0 | 8th          | Дік Рауч |
| Поттсвілл Марунс | 1928  | 2  | 8 | 0 | 8th          | Піт Анрі |
| Бостон Буллдогс  | 1929  | 4  | 4 | 0 | 4th          | Дік Рауч |